# Nils Söderman
Nils Söderman född Nils Ture Söderman 24 november 1900 i Stockholm, död 7 maj 1972 i Bromma, svensk kapellmästare, kompositör och pianist.
Söderman var engagerad som pianist vid Sune Waldimirs orkester samt vid Radiotjänst.

## Filmmusik
- 1943 – Det brinner en eld

## Filmografi roller
- 1939 - Melodin från Gamla Stan
- 1934 – Uppsagd